# 東勢豐原生活圈快速道路
東勢豐原生活圈快速道路，別稱東勢－豐原快速道路，簡稱東豐快速道路、東豐快，西起國道4號豐勢交流道，往東向設置交流道，分支後進入隧道，出隧道後採高架道路跨越台3線與東豐自行車道，到大甲溪南岸改採路提方式，再轉東南跨越大甲溪，依防汛道路到東勢大橋東端跨越台3線銜接到台8線。沿線通過臺中市豐原區、石岡區及東勢區，道路全長9.614公里。

## 由來
在台中盆地外圍地區，台中市東勢區、石岡區、新社區、和平區，苗栗縣卓蘭鎮，只能依賴台3線進出台中市區。雖然大甲溪南方有市道129號二接市區，但是路線較彎，僅有和平與新社。所以大多車流還是得經過台3線，且之間有幾十個紅綠燈增加往來時間。
1999年921大地震，大甲溪北方的東勢大橋在地震中倒塌，東勢對外交通幾乎中斷，也因為921大地震，重創台中與苗栗山區的發展，使得地方居民，建立便捷直達道路的需求更為迫切。
因此國道新建工程局，在辦理國道四號延伸計畫工作時，便一併將東勢等山城地區進出國道四號改善可行性研究納入辦理，在研究中提出了在大甲溪北岸新建道路方案一與在大甲溪北岸新建道路方案二與方案二A，然而這些方案都是新建一般地區道路對於改善台3線的效果不佳，因此還有方案三A的快速道路方案，時速為80km。

## 歷史[1]
- 2004年2月，辦理國道四號延伸計畫時，一併將東勢等山城地區進出國道四號改善可行性研究納入辦理。
- 2014年3月21日，「環境影響評估審查委員會第25次會議」審議，決議通過。
- 2014年8月31日，第4標跨大甲溪橋梁段工程動工。
- 2015年1月，第4標跨大甲溪橋梁段工程勒令停工。
- 2015年5月，第4、5標工程重新動工。
- 2018年11月，第4、5標工程完工
- 2019年4月，台中市長盧秀燕接手重啟第二階段環評。
- 2020年10月28日，第二階段環評初審通過。
- 2021年2月4日，第二階段環評通過。
- 2022年10月18日，第三標完成發包。
- 2022年10月30日重新動工，預計2025年石岡交流道～東勢端完工，2029年豐勢交流道～石岡交流道完工。

## 計畫爭議
計畫最初得到石岡居民的反對，所以把原本的方案一，從地區道路升等為快速道路並修正，修正後以豐原、東蘭路、東勢為交流道，之後綜合比較之後，北岸10.7公里，南岸9.3公里，然而北岸路線偏遠，對於台3東豐路段不利，且無法服務到新社地區，加上路廊離石岡壩的取水口僅有100公尺，評估後對環境會由所衝擊，加上921地震斷層相交處有6條，比南邊多4條，評估後還是由南岸來推動，然而石岡居民的反對所僵持不下，最終在2013年由臺中市政府接續辦理並向交通部與內政部爭取生活道路交通系統建設計畫，將計畫名稱修訂為東勢豐原生活圈快速道路，計畫經費91億元，並分為五部分，接者2014年強行通過環評，接著興建無爭議的4、5段。
5月，環保團體及石岡居民把臺中市環保局的行為告上法院，並質疑隧道通過的公老坪山區，包含自來水保護區及921斷層帶地質敏感區，一旦開挖隧道，將影響民生用水及地質安全。
林佳龍上任後，重啟環評作業4、5段勒令停工，直到數個月的審議後，環保局決議3、4、5段通過環評，1、2段進行二段環評，4、5段恢復工程。盧秀燕上任後，重啟二段環評，公老坪護坡工程取消，並調整路線，最終二段環評在政府的推動下，在2021年2月通過，預計2022年復工，拚2026年完工，惟石岡反徵收自救會仍表明抗爭到底。
2021年8月20日，台中市議員陳清龍質詢建議豐勢交流道應採「立體交叉共構」減少車流下平面的塞車問題，並抨擊台中市政府建設局一直不予採納及眼光不夠長遠。台中市政府建設局指出，東豐快與豐勢交流道銜接已與高公局協商並取得共識，規劃以高架跨越台3線銜接國4系統方式辦理，豐潭段工程也預先留設接合板以提供未來銜接運用，並將於細部設計階段，完善豐勢交流道系統的可行性評估。

## 交流道
以下為沿線規畫的交流道。
| 東勢豐原生活圈快速道路路線設施里程一覽表 |      |      |          |          |                                         |                                               |                                                                              |                                                                              |
| 標誌                                     | 里程 | 名稱 | 順樁預告 | 逆樁預告 | 形式                                    | 通車日                                        | 銜接道路 →聯絡地區                                                           |                                                                              |
|                                          | 0    | 豐勢 |          |          | Y型（銜接） 半套鑽石型（銜接）          | 預計2029年                                    | 台中環線 · 台3線（豐勢路） · →豐原區、石岡區                                 | 台中環線 · 台3線（豐勢路） · →豐原區、石岡區                                 |
| － 隧道                                  |      |      |          |          |                                         |                                               |                                                                              |                                                                              |
|                                          | 4    | 石岡 |          |          | 分離式鑽石型                            | 預計2026年（西出東入） 預計2029年（東出西入） | 市道129號（新社聯絡道） · →石岡區、新社區                                    | 市道129號（新社聯絡道） · →石岡區、新社區                                    |
| － 已完工                                |      |      |          |          |                                         |                                               |                                                                              |                                                                              |
|                                          | 9    | 東勢 |          |          | 半套鑽石型（A出入口） 直接式（B出入口） | 預計2026年（已完工）                          | 台3線（豐勢路） · 台8線（東關路） · 正二街 · →東勢區、新社區、和平區、卓蘭鎮 | 台3線（豐勢路） · 台8線（東關路） · 正二街 · →東勢區、新社區、和平區、卓蘭鎮 |
|                                          |      |      |          |          |                                         |                                               |                                                                              |                                                                              |

## 進度
| 工程名稱                   | 工程標號 | 工程概要                                                         | 實際進度 | 預定完工日期                                                      |
| -------------------------- | -------- | ---------------------------------------------------------------- | -------- | ----------------------------------------------------------------- |
| 豐勢交流道、石岡隧道工程   | 1、2     | 本計畫路線起點位於既有國道4號分岔，在臺3設置西出東入的交流道。   | 1.32%    | 2029年                                                            |
| 石岡交流道至大甲溪橋樑工程 | 3        | 本工程主線包含石岡交流道、新社聯絡道。                           | 30.57%   | 2026年                                                            |
| 大甲溪橋工程               | 4        | 本工程全數於跨大甲溪橋樑工程。                                   | 100%     | （已竣工）                                                        |
| 東勢交流道及跨東勢大橋工程 | 5        | 主要工作本項工作包括主線東勢交流道（A、B出入口），路牌設置等工程 | 100%     | （已竣工）                                                        |
| 公路照明工程               |          | 全線公路照明工程                                                 | 9%       | 2026年（石岡交流道至東勢交流道） 2029年（豐勢交流道至石岡交流道） |

- 行政院公共工程委員會更新至2025年4月底。

| 執行單位         | 工程名稱                                               | 預計完工 日期 | 實際進度 （％） | 備註 |
| ---------------- | ------------------------------------------------------ | ------------- | --------------- | ---- |
| 臺中市政府建設局 | 東勢－豐原生活圈快速道路（第三標-石岡新興段工程）      | 2027/03/31    | 27.74%          |      |
| 臺中市政府建設局 | 東勢－豐原生活圈快速道路（第三標－石岡土牛段工程）     | 2026/06/24    | 61.36%          |      |
| 臺中市政府建設局 | 東勢－豐原生活圈快速道路（第一標－公老坪山隧道段工程） | 2030/12/31    | 1.32%           |      |

### 預定時程與進度
| 路線／進度                               | 可行性研究 | 可行性研究 | 可行性研究     | 可行性研究     | 可行性研究     | 綜合規劃 | 綜合規劃 | 綜合規劃       | 綜合規劃       | 綜合規劃       | 綜合規劃       | 設計        | 設計        | 招標  | 招標  | 執行  | 執行  | 執行  | 執行  | 預 計 通 車 日 | 備註 \| █ 已完成或核定 █ 進行中 █ 預定啟動 \| |
| 路線／進度                               | 啟 動      | 送 審      | 內 政 部 核 定 | 國 發 會 核 定 | 行 政 院 核 定 | 啟 動    | 環 評    | 環 保 署 核 定 | 內 政 部 核 定 | 國 發 會 核 定 | 行 政 院 核 定 | 設 計 完 成 | 審 議 完 成 | 公 示 | 決 標 | 施 工 | 完 工 | 履 勘 | 通 車 | 預 計 通 車 日 | 備註 \| █ 已完成或核定 █ 進行中 █ 預定啟動 \| |
| ---------------------------------------- | ---------- | ---------- | -------------- | -------------- | -------------- | -------- | -------- | -------------- | -------------- | -------------- | -------------- | ----------- | ----------- | ----- | ----- | ----- | ----- | ----- | ----- | -------------- | --------------------------------------------- |
| 豐勢交流道、石岡隧道工程                 |            |            |                |                |                |          |          |                |                |                |                |             |             |       |       |       |       |       |       | 2029年         | 興建中                                        |
| 石岡交流道至大甲溪橋梁工程               |            |            |                |                |                |          |          |                |                |                |                |             |             |       |       |       |       |       |       | 2026年         | 興建中                                        |
| 大甲溪橋橋工程                           |            |            |                |                |                |          |          |                |                |                |                |             |             |       |       |       |       |       |       | 2026年         | 已竣工                                        |
| 東勢交流道（A、B出入口）及跨東勢大橋工程 |            |            |                |                |                |          |          |                |                |                |                |             |             |       |       |       |       |       |       | 2026年         | 已竣工                                        |
| █ 已完成或核定 █ 進行中 █ 預定啟動       |            |            |                |                |                |          |          |                |                |                |                |             |             |       |       |       |       |       |       |                |                                               |

## 相關資訊
- 興建單位：臺中市政府建設局
- 維護單位：（待定）
- 管理單位：（待定）